# Chester (miejscowość w Nowej Szkocji)
Chester (pierwotnie Shoreham) – wieś (village) w kanadyjskiej prowincji Nowa Szkocja, w hrabstwie Lunenburg, na północny wschód od Mahone Bay. Według spisu powszechnego z 2016 obszar miejski (population centre) Chester to: 3,59 km², a zamieszkiwało wówczas ten obszar 1458 osób (gęstość zaludnienia 405,9 os./km²).
Miejscowość, która w nadaniu z 18 października 1759 pierwotnie nosiła miano Shoreham (nawiązując do Shoreham w Wielkiej Brytanii (Sussex)), po przybyciu w latach 1760–1761 osadników z Nowej Anglii już w 1760 zmieniła nazwę na współcześnie używaną, być może odwołując się do miasta Chester w amerykańskiej Pensylwanii.